# Обша
О́бша — река на северо-западе европейской части России, в Смоленской и Тверской областях, впадает в Межу.
Длина — 153 км, площадь бассейна — 2080 км², средний расход воды в 47 км от устья — 11,5 м³/сек.
Принадлежит к бассейну Западной Двины и Балтийского моря, крупнейший населённый пункт — г. Белый.
Самые большие притоки — Белая, Нача (левые); Льба (правый).
Обша берёт начало в Смоленской области, в болотах на склоне Бельской возвышенности, отроге Смоленской возвышенности возле деревни Бочарово. Исток реки находится в нескольких километрах от истока Днепра, вытекающего из того же комплекса болот. Учитывая, что из западной части этих болот вытекают речки, впадающие в приток Волги Вазузу, данный район является водоразделом трёх бассейнов — Волги, Чёрного и Балтийского моря.
Русло реки извилистое, ширина 10—20 метров. Берега густо залесены, после г. Белый — заболочены.